# Pomacentrus adelus
Pomacentrus adelus är en fiskart som beskrevs av Allen, 1991. Pomacentrus adelus ingår i släktet Pomacentrus och familjen Pomacentridae. Inga underarter finns listade i Catalogue of Life.
Arten blir upp till 90 mm lång. Exemplaren har vanligen en mörkbrun grundfärg och ofta en fläck vid bakre ryggfenan som liknar ett öga.. Deras ryggfena har 13 taggstrålar och 14 till 15 mjukstrålar. I analfenan finns 2 taggstrålar och 14 till 15 mjukstrålar.
Utbredningsområdet sträcker sig från Sydostasien över Australien till västra Stilla havet. Pomacentrus adelus hittas mest vid korallrev till ett djup av 8 meter. Den livnär sig främst av alger. Under parningstiden bildas par. Honor lägger ägg som fästas vid föremål. Platsen med ägg bevakas av hannen.